# Leopold Engleitner
Leopold Engleitner, född 23 juli 1905, död 21 april 2013, var en österrikisk förintelseöverlevande och vapenvägrare på grund av att han var ett Jehovas vittne. Engleitner var med sina 107 år den äldsta manliga överlevande från koncentrationslägren Buchenwald, Niederhagen och Ravensbrück.